# Tursunzoda
Tursunzoda (en tadjik: Турсунэода) o Tursunzade, del rus: Турсунзаде), antigament coneguda com a Regar, és una ciutat de l'oest del Tadjikistan, situada a 60 quilòmetres a l'est de la capital del país, Dushanbe, i propera a la frontera amb Uzbekistan. És una de les ciutats més poblades del país (estimada en 60.000 habitants el 2023) i la seu del districte de Tursunzoda, format per nou jamoats, que a 2015 tenia 218.755 habitants. La ciutat (i tot el districte) va canviar el seu nom de Regar a Tursunzoda en honor a Mirzo Tursunzoda (1911-1977), un important poeta i polític tajik, avui en dia considerat un heroi nacional a Tajikistan.
La ciutat és coneguda per ser la seu de la fundició d'alumini més gran de l'Àsia central i una de les 10 més grans del món, anomenada TALCO (Acrònim per Tadjik Aluminium Company: Companyia Tadjik d'Alumini). Aquesta instal·lació, propietat de l'estat, consumeix el 30% de l'energia del país i el 2024 n'era una de les principals exportacions nacionals. Un estudi científic publicat l'any 2021 va determinar que la zona patia una notable pol·lució de fluorur i afectacions de fluorosis, com a conseqüència de les emissions gasoses de fluor associades a l'activitat metal·lúrgica de la fàbrica.
A data de 2023, la ciutat té una televisió local anomenada TV-REGAR i cinc diaris, incloent Aluminiy Tojikiston i Region (setmanals) i Hidoyat (mensual i governamental), a més de dues estacions de ràdio, anomenades Radioi TadAZ i Sadoi Osiyo. També té un equip de futbol, el Regar-TadAZ Tursunzoda, que és un dels clubs més guardonats del país: ha guanyat la lliga tajik de futbol 7 vegades, la copa tajik de futbol 3 vegades i la copa president de l'AFC 3 vegades més.